# Allium constrictum
Allium constrictum är en amaryllisväxtart som först beskrevs av Francis Marion Ownbey och Mingrone, och fick sitt nu gällande namn av P.M.Peterson, Annable och Rieseb. Allium constrictum ingår i släktet lökar, och familjen amaryllisväxter. Inga underarter finns listade i Catalogue of Life.